# Drapeau aborigène
Le drapeau des Aborigènes d'Australie consiste en une bande supérieure noire et une bande inférieure rouge, avec un disque jaune au centre. Il fut conçu en 1971 par Harold Thomas (en), artiste aborigène du peuple luritja d'Australie centrale.
Le drapeau fut à l'origine un symbole de la lutte aborigène pour le droit à la terre. Il est devenu par la suite un symbole plus général du peuple aborigène. Le 14 juillet 1995, il fut reconnu officiellement comme étant un « drapeau de l’Australie », de même que le drapeau des Indigènes du détroit de Torres.

## Symbolisme
Thomas décrivit ainsi son drapeau :

« Je voulais qu’il interpelle, qu’il dérange. Normalement, vous devriez avoir la couleur sombre en bas et la couleur plus claire en haut, et cela semblerait acceptable pour la personne qui regarde le drapeau. Ça ne vous interpellerait pas. […] L’autre raison pour laquelle j’ai placé la couleur noire au-dessus est que les Aborigènes marchent sur la terre. »

Le noir représente donc le peuple aborigène, et le rouge  la terre, l'ocre utilisée pendant les cérémonies. Le disque jaune représente le soleil, celui qui donne la vie. Thomas a également fait remarquer que l'ocre rouge et l'ocre jaune sont les deux couleurs les plus employées par son peuple.

## Histoire

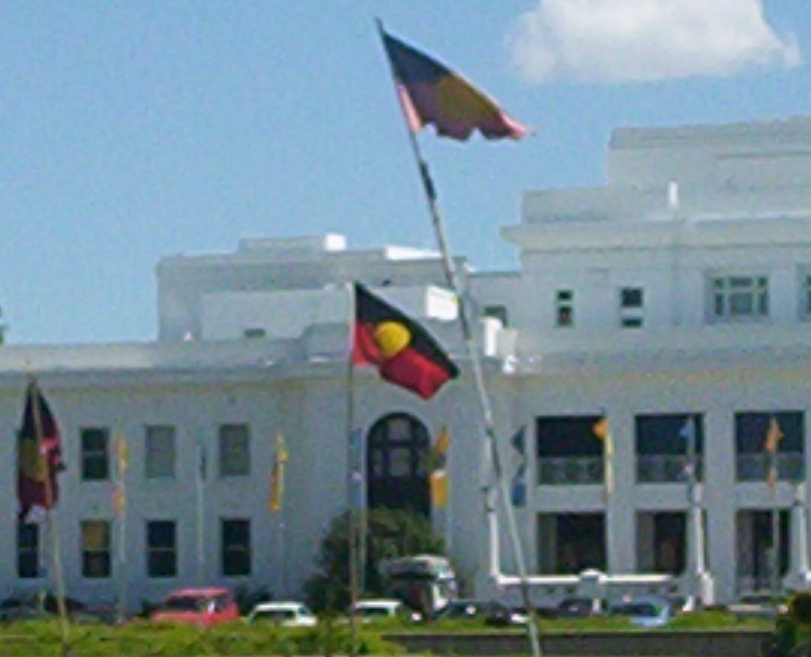
Drapeaux aborigènes sur la tente de l'ambassade aborigène devant l'ancien Parlement à Canberra en 1972.

Le drapeau fut hissé pour la première fois le 12 juillet 1971, à Victoria Square, Adelaide, à l'occasion de la Journée nationale des Aborigènes. Il fut également utilisé à Canberra sur la tente de l'ambassade aborigène en 1972.
Aux Jeux du Commonwealth de 1994, Cathy Freeman suscita la controverse en portant le drapeau aborigène avec le drapeau australien lors de son tour d'honneur après sa victoire aux 200 mètres. Les règles stipulent en effet que seul doit être porté ainsi le drapeau national et Freeman fut critiquée par les organisateurs des Jeux. Toutefois, elle fit de même à nouveau après avoir remporté le 400 mètres.
Le premier ministre travailliste Paul Keating permit la reconnaissance officielle du drapeau par l'Australie, décision qui fut critiquée par le chef de l'Opposition libérale de l'époque, John Howard. Ce dernier affirma que reconnaître le drapeau comme étant un « drapeau de l’Australie » porterait un message de division et non de réconciliation.

## Utilisation

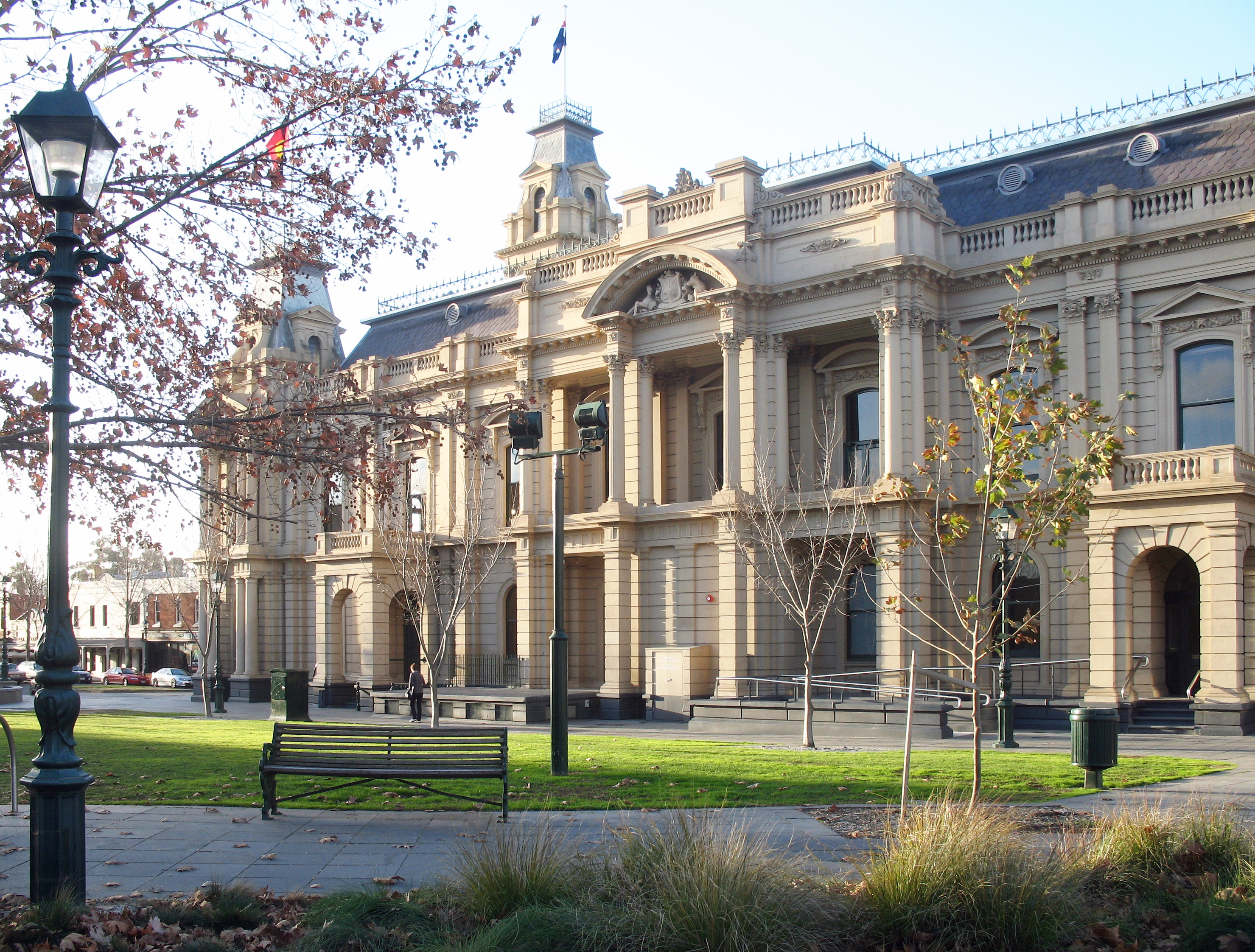
Le drapeau aborigène (à gauche) flottant sur l'hôtel de ville de Bendigo.

Le drapeau flotte aujourd'hui en permanence au-dessus de l'hôtel de ville d'Adelaide. D'autres bâtiments, tels que celui de la Chambre de commerce de Melbourne, ou encore l'hôtel de ville de Bendigo, font également flotter le drapeau aborigène aux côtés du drapeau australien.

#### Droit international
- Peuple autochtone, Droit des peuples autochtones (Déclaration des droits des peuples autochtones)
- Terra nullius, Doctrine de la découverte, Colonialisme, Colonisation, Décolonisation, Néocolonialisme, Droit des peuples à disposer d'eux-mêmes

#### Études théoriques
- Études postcoloniales, Études décoloniales, Guerres de l'histoire